# Milczany (Święty Krzyż)
Milczany is een plaats in het Poolse district  Sandomierski, woiwodschap Święty Krzyż. De plaats maakt deel uit van de gemeente Samborzec en telt 461 inwoners (2021).